# Répression des gangs salvadoriens
La répression des gangs salvadoriens, appelée également la guerre contre les gangs ou la guerre contre le terrorisme au Salvador (en espagnol : Guerra contra las pandillas ou Guerra contra el terrorismo en El Salvador), constitue une série d'actions politiques et militaires entreprises par le gouvernement du Salvador depuis 2022 à l'encontre des gangs armés du pays, à la suite d'une vague d'homicides survenue entre les 25 et 27 mars 2022, au cours de laquelle 88 personnes sont tuées.
Le gouvernement salvadorien, dirigé par le président Nayib Bukele, est dès son arrivée au pouvoir en juin 2019 préoccupé par les enjeux de sécurité nationale et concentre ses efforts pour mener une lutte contre les gangs sévissant dans le pays, qu'il nomme le « Plan de contrôle territorial ». Le gouvernement a proclamé l'état d'exception, suspendant de fait l’État de droit, et procédé à l'arrestation de dizaines de milliers de personnes soupçonnées de liens avec le crime organisé. En date du 11 janvier 2024, un total de 75 000 personnes présumées détenir des liens avec les gangs armés a été mise en état d'arrestation, ce qui en a résulté en une surpopulation carcérale et permis au pays d'être celui avec le plus haut taux d'incarcération au monde en 2023, titre qu'il a également obtenu en 2022.
Le Salvador connaît une réduction drastique de la criminalité en quelques années. Selon les chiffres officiels, le taux d'homicides est passé de 36 à 2,4 pour 100 000 habitants entre 2019 et 2023. Ces résultats permettent à Nayib Bukele de bénéficier d'un taux de popularité record, tandis que de nombreux responsables politiques en Amérique latine promettent de reproduire dans leur pays le « modèle Bukele ».
Pour autant, son bilan en matière de sécurité publique est à nuancer. Son administration a modifié la publication des chiffres des homicides pour en exclure les corps trouvés dans des fosses communes clandestines. Le nombre de disparus, en hausse constante depuis 2018, dépasse le nombre d'homicides, ce qui suggère que la diminution réelle des meurtres pourrait être significativement moins importante que celle mise en avant par les chiffres officiels.

## Contexte
Entre 1980 et 1992, le Salvador traverse une guerre civile, qui provoque une émigration massive de Salvadoriens, principalement vers les États-Unis. Au cours des années 1980, environ 92 000 Salvadoriens émigrent aux États-Unis, dont la plupart s'installent dans des quartiers dangereux de Los Angeles, où seraient nés les deux principaux gangs d'Amérique centrale, les Mara Salvatrucha et les Mara 18. La Mara Salvatrucha est fondée par des Salvadoriens tandis que la Mara 18 est fondée par des Mexicains, bien que plus tard, ils ont accepté également des Centraméricains. Les deux gangs se sont développés à un rythme incontrôlable et le gouvernement américain décide d'en expulser les membres en masse. Les expulsés décident de reformer des cellules dans les pays où ils sont arrivés et la phase de reconstruction qui caractérise le Salvador après la guerre civile constitue le cadre idéal pour leur enracinement dans le pays. Ce qui commence comme un petit groupe criminel devient, en moins d'une décennie, l'un des groupes armés les plus puissants d'Amérique centrale et plus tard d'Amérique latine.
Il faut attendre les années 2000 pour que le gouvernement leur prête attention. En 2012, le président Mauricio Funes convient d'une trêve secrète avec les gangs, ce qui réduit temporairement la criminalité, mais en 2013, celle-ci augmente à nouveau, atteignant un tel degré qu'en 2015, le Salvador est le pays n'étant pas en guerre le plus dangereux du monde, avec un taux de 103 homicides pour 100 000 habitants. Le président Salvador Sánchez Cerén décide de commencer à utiliser l'armée pour assurer la sécurité publique. En 2015, la Chambre constitutionnelle classe les gangs, leurs « chefs, membres, collaborateurs, apologistes et financiers » comme terroristes et déclare illégal tout type de négociation avec eux.

## Le Plan de contrôle territorial

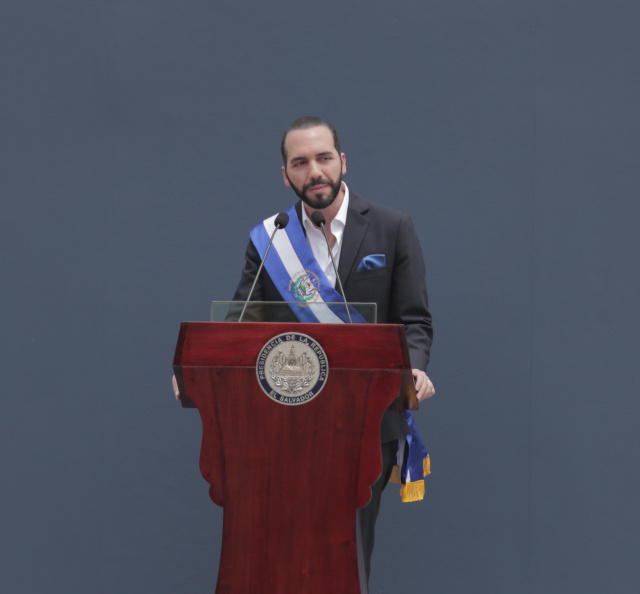
Nayib Bukele, lors de son discours inaugural.

Lorsque Nayib Bukele est élu président en 2019, il déclare que la réduction de la violence était une priorité. Cette année-là, son gouvernement lance le Plan de contrôle territorial, précisant les objectifs suivants : 
- Sortir le Salvador de la liste des pays les plus violents au monde en 2021
- Posséder les éléments pour rendre la guerre contre les gangs possible
- Garantir la paix à long terme

En 2021, le taux d'homicides atteint son plus bas niveau depuis la fin de la guerre civile en 1992, avec 18 homicides pour 100 000 habitants permettant de ce fait au Salvador de ne plus être cette année-là sur la liste des pays les plus violents du monde. Le Salvador a entamé une forte baisse de son taux d'homicides à partir de 2016, laquelle s'est accentuée en 2020 et 2021, faisant de 2022 l'année la plus sûre de son histoire.
Dans un premier temps, Nayib Bukele négocie un accord avec le plus puissant gang du pays, la Mara Salvatrucha. Le journal El País estime que la baisse des homicides dans le pays n’est pas due à la politique sécuritaire du gouvernement mais « à un échange de bons services » : en contrepartie d’un assouplissement des conditions de détention de ses membres et d’autres promesses, le gang se serait engagé à réduire le nombre d'assassinats et à soutenir la formation politique de Nayib Bukele lors des élections.
En décembre 2021, le département du Trésor des États-Unis sanctionne deux responsables gouvernementaux salvadoriens qui, selon lui, mènent des pourparlers avec les principaux gangs du pays. Bukele qualifie les accusations de fausses, alléguant que son gouvernement n'a conclu aucun type d'accord et dénonçant les gouvernements précédents d'avoir conclu des accords avec des gangs, dans lesquels ils ont reçu de l'argent, des avantages et même des champs de tir,.

## Allégations de Nayib Bukele
D'autre part, Bukele accuse à de nombreuses reprises la Mara Salvatrucha et la Mara 18 d'avoir causé la vague de violence dans le but de déstabiliser son gouvernement, et d'être financés par l'opposition politique salvadorienne, soit l'Alliance républicaine nationaliste (ARENA) et le Front de libération nationale Farabundo Martí (FMLN), ainsi que par des organisations non gouvernementales afin de récupérer le contrôle qu'ils avaient sur la politique et les prisons salvadoriennes. Le président déclare également que les gangs cherchent maintenant un moyen de se transformer en guérillas dans les zones rurales du pays, reproduisant les tactiques de guérilla apprises sur les champs de tir sous le gouvernement du FMLN. L'état d'urgence proclamé par le gouvernement lui permet par ailleurs de démanteler les camps appartenant aux membres de gangs. Il prétend que les gouvernements de l'ARENA et du FMLN auraient convenu d'un accord avec les gangs, dans lequel ces derniers deviendraient une guérilla pour provoquer un nouveau conflit armé, qui se terminerait par un nouvel accord de paix qui permettrait l'inclusion des chefs de gangs dans la politique salvadorienne. Il accuse également l'Organisation des États américains de soutenir ce supposé pacte.

## Événement déclencheur
Du 25 au 27 mars 2022, 88 personnes sont tuées au Salvador, dont 62 personnes le samedi 26 mars, le nombre le plus élevé en une seule journée depuis des décennies. En revanche, 79 personnes sont tuées durant tout le mois de février. Le gouvernement impute la violence à la Mara Salvatrucha. William Soriano, un député de Nouvelles Idées, le parti gouvernemental, suggère que l'augmentation de la violence constitue des représailles à la prise de contrôle par le gouvernement de deux lignes d'autobus dans la capitale, sur lesquelles les gangs extorquent souvent des revenus. Selon José Miguel Cruz, directeur de recherche à l'Université internationale de Floride, il s'agit peut-être d'un message envoyé par les gangs au gouvernement pour tenter d'obtenir de meilleures conditions.

## Réponse gouvernementale

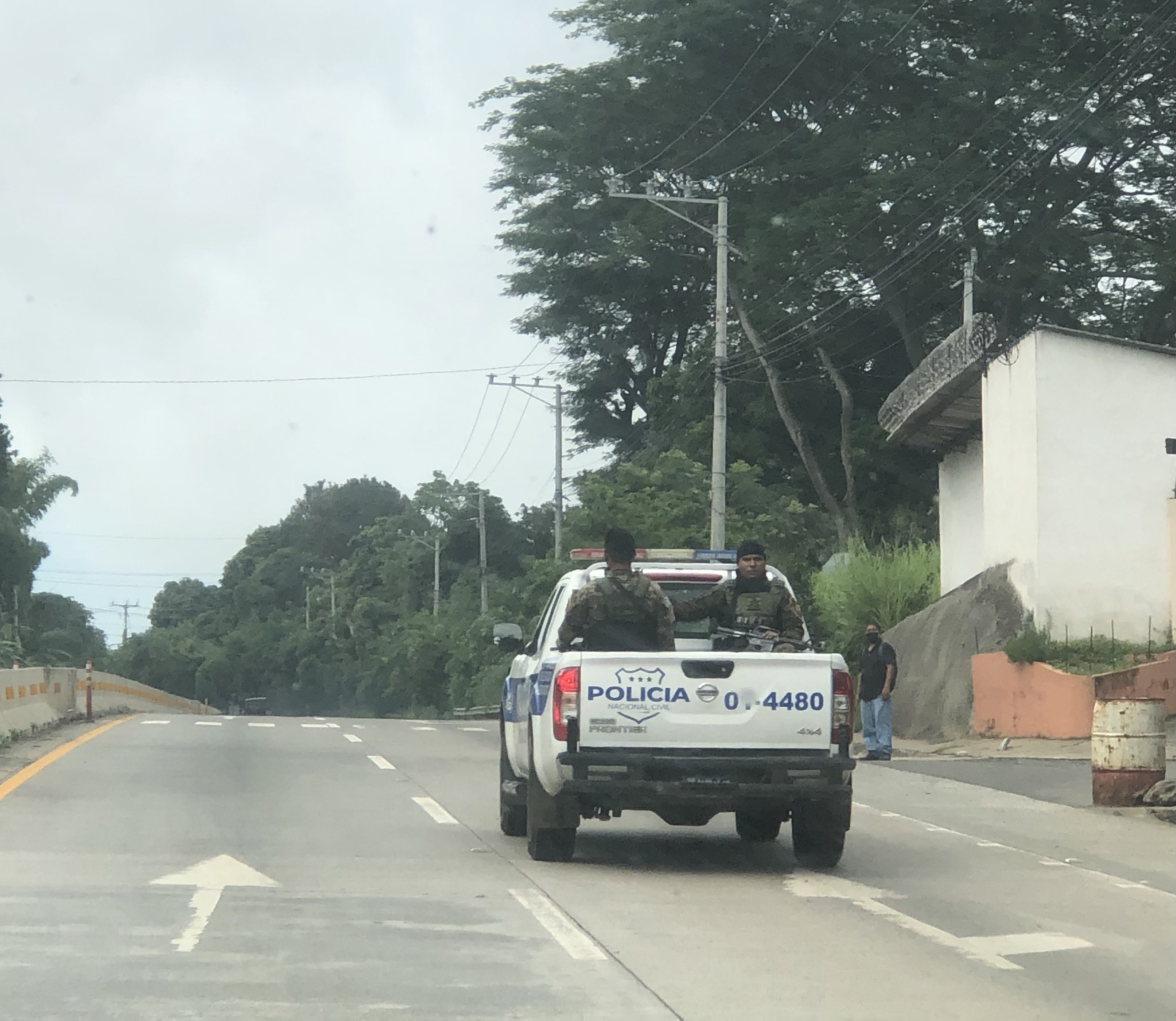
Patrouille de la police nationale durant le régime d'exception, en juillet 2022, à Zaragoza.

Lors d'une session extraordinaire aux premières heures du 27 mars, l'Assemblée législative du Salvador approuve un « état d'exception ». L'ordonnance, d'une durée de trente jours mais qui a été prolongée jusqu'à ce jour, suspend les droits constitutionnels, augmente le temps de détention sans inculpation de trois à quinze jours et permet au gouvernement de surveiller les communications des citoyens sans mandat. Les forces de sécurité salvadoriennes sont accusées de violer même les limites élargies de leurs pouvoirs. De plus, les membres de Nouvelles Idées approuvent de nouvelles lois qui augmentent les peines de prison pour les membres de gangs et tout autre gang du crime organisé : les palabreros (chefs de gangs) seront condamnés à 40 à 45 ans de prison et les membres de gangs à 20 à 30 ans de prison. Des cas sont signalés où des membres de gangs ayant fini de purger leur peine de prison sont appréhendés à nouveau par la police, car en continuant à être des membres actifs de gangs, ils sont considérés comme un risque pour la population.
Le gouvernement déploie des forces policières et militaires supplémentaires qui font des descentes dans les maisons et créant des points de contrôle autour des quartiers où la présence de gangs est connue. Les soldats contrôlent tout le monde à la recherche de cartes d'identité et de preuves de résidence et fouillent les véhicules et les sacs à dos des passants. Dans les secteurs où la criminalité est la plus élevée, des postes de contrôle militaires sont mis en place, dans lesquels ils enregistrent chaque personne qui entre et sort des communautés, toute personne jugée suspecte est obligée de se déshabiller pour les soldats à la recherche de tatouages liés aux gangs.

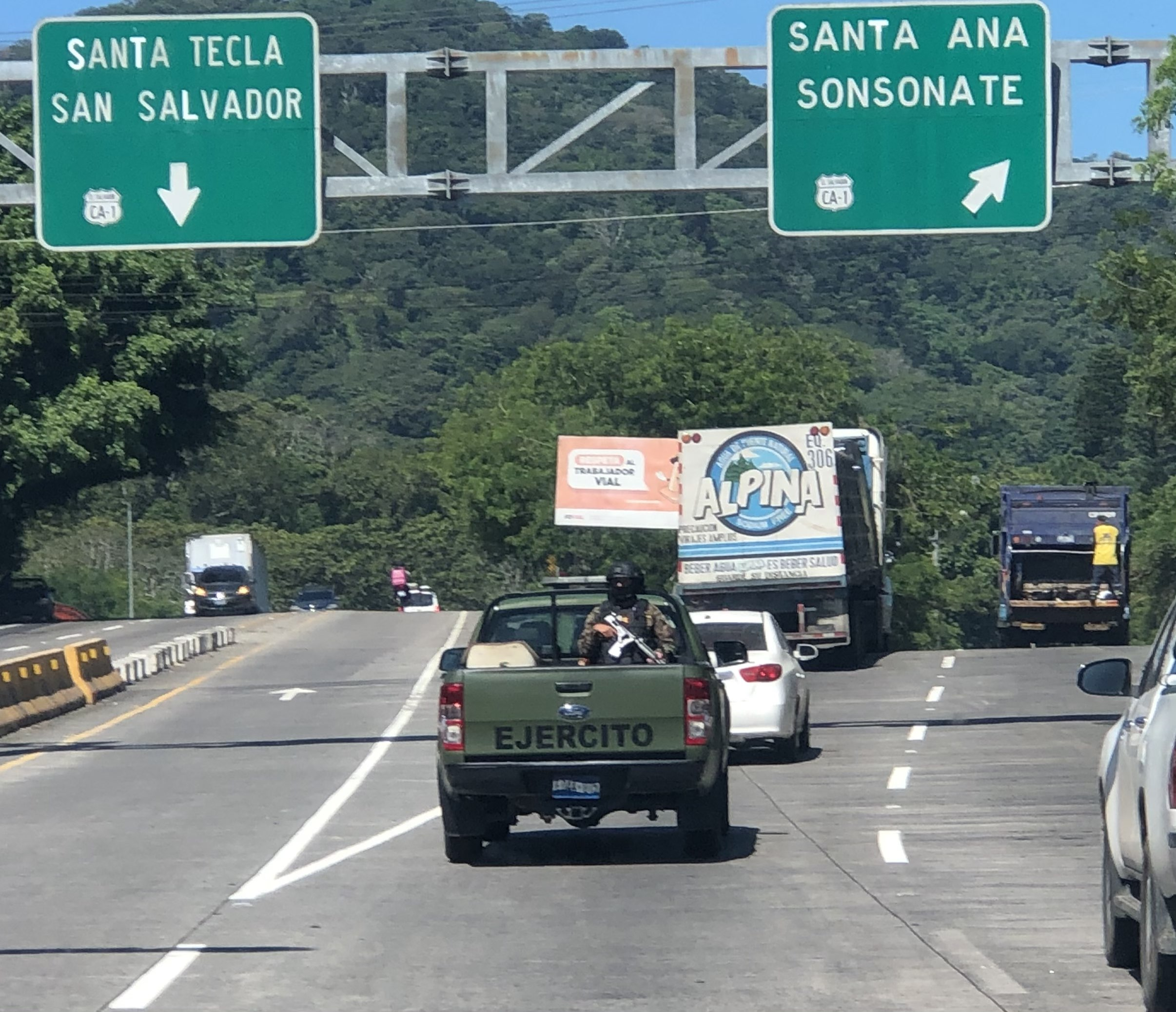
Patrouille de l'armée durant le régime d'exception, en juillet 2022, à Santa Tecla.

Le 27 mars, en fin de soirée, les forces de sécurité salvadoriennes déclarent avoir arrêté 576 personnes. Depuis la déclaration de l'état d'exception, plus de 46 000 personnes sont arrêtées, surchargeant ainsi les prisons du Salvador. Les rations sont réduites à deux repas par jour, composés uniquement de haricots et de tortillas, à ce sujet Bukele déclare qu'il « ne retirerait pas de budget aux écoles pour nourrir ces terroristes ». Il ordonne également que tous les membres de gangs restent dans leurs cellules 24 heures sur 24. De nombreuses personnes n'ont pu savoir où ni pourquoi leurs proches sont détenus, avec plusieurs centaines de femmes rassemblées devant une base navale utilisée comme centre de détention. En août 2022, l'Observatoire universitaire des droits de l'homme de l'Université centraméricaine José Simeón Cañas révèle également des cas de torture commis lors de l'application de l'état d'urgence.
Près de 70 000 personnes (en date de juin 2023) ont été arrêtées dans ce cadre, hissant le Salvador au rang de pays affichant le plus haut taux de détention au monde (estimé à 1 086 personnes pour 100 000 habitants par le World Prison Brief et à 1 220 pour 100 000 habitants par La Prensa Gráfica, le journal le plus important du Salvador). Selon l'ONG salvadorienne Cristosal, des milliers d'innocents se trouvent parmi les détenus et des dizaines de personnes sont mortes à cause des violences subies lors de leur interrogatoire. « La plupart des arrestations sont arbitraires. Il n'y a pas eu d'enquête préalable ni de mandat d'arrêt », indique l'ONG. L'ensemble des organisations civiles et internationales, dont Amnesty International et le Haut-Commissariat des Nations unies aux droits de l'homme (HCR), dénoncent des détentions arbitraires, tortures et mauvais traitements infligés dans les centres de détention.
Le 3 novembre 2022, le ministre de la Justice, Osiris Luna Meza, annonce que le gouvernement commencerait à détruire les pierres tombales appartenant aux membres de gangs pour éviter qu'elles ne deviennent des « sanctuaires », déclarant que « les terroristes ne pourront plus « glorifier » la mémoire de criminels morts. Malgré la destruction des pierres tombales, le gouvernement déclare que les corps resteraient intacts et ne seraient pas dérangés. Bukele compare le retrait de ces pierres tombales à la dénazification dans l'Allemagne occupée par les Alliés et compare également les gangs aux nazis eux-mêmes.
Le 24 mars 2024, Le gouvernement salvadorien annonce le début d' un blocus de quatre municipalités du nord du Salvador, mobilisant 5 000 soldats et 1 000 policiers pour arrêter les membres présumés de gangs.

## Réactions
À l'échelle nationale, la répression est populaire auprès de la plus grande partie de la population. Cependant, des groupes de défense des droits de l'homme expriment leur inquiétude face aux mauvais traitements infligés aux détenus par les forces de sécurité, tels que humiliations et passages à tabac, y compris également la capture de personnes n'étant pas membres de gangs, mais présentées comme tel, ainsi que la lenteur du processus judiciaire auquel sont confrontés les détenus. Certaines organisations de défense des droits humains craignent en outre que l'état d'urgence ne soit utilisé à des fins autoritaires.
Un porte-parole du département d'État des États-Unis condamne la répression de la violence au Salvador, ainsi que le secrétaire d'État des États-Unis, Antony Blinken, qui exige du gouvernement salvadorien de « respecter la procédure régulière et protéger les libertés civiles », auquel le président Bukele répond en arguant que « [le Salvador] a reçu de l'aide des États-Unis, mais sous le président Trump ».

## Arrestations arbitraires
Au début de l'état de siège décrété en mars 2022, des cas font état de plusieurs familles ayant été victimes de captures arbitraires pour des raisons telles que le port de tatouages faisant allusion à des gangs, leur habillement ou encore des signes commis faisant allusion à des groupes criminels. Toujours en 2022, de nombreux détenus classés comme faisant partie de gangs sans aucune preuve trouvent la mort. Sans que des enquêtes soient menées, les captures visent des étudiants, des travailleurs, des vendeurs, des enseignants, des syndicalistes, d'ex-membres de gangs, des chefs religieux, des policiers et des militaires accusés de collaborer ou appartenir à des groupes criminels. Des témoignages font état de surpopulation et de torture dans les prisons, confondant des innocents avec des membres de gangs dans une seule cellule sans possibilité d'obtenir la liberté continue, même si plusieurs personnes capturées sont libérées. Cependant, d'autres meurent en prison, de causes naturelles ou de maladies causées par les mauvais traitements en prison, notamment par les forces armées et la police.
Huit jeunes adolescents qui représentaient une pièce de théâtre sur l'histoire du pays sont d'ailleurs un exemple éloquent de ces détentions arbitraires. Il est rapporté qu'une nuit des membres des forces armées sont entrés chez ces jeunes sans agir sous quelque ordre judiciaire que ce soit, interrogeant les jeunes sur leur appartenance à des gangs. Ils sont emmenés dans un détachement improvisé où ils passent la nuit, subissent des tortures physiques et psychologiques puis sont finalement libérés le lendemain parce que des proches sont allés signaler leur capture à la police nationale civile. Diverses manifestations pour la libération d'innocents au pays se sont aussi soldées par de prétendues menaces de captures.

## Torture dans les prisons
Plusieurs témoignages de personnes ayant été incarcérées en vertu de l'état d'exception rapportés par l'Institut des droits de l'homme de l'Université centraméricaine font état de techniques controversées déjà employées par l'armée américaine à Guantanamo ou par les dictatures sud-américaines des années 1970, telles que le simulacre de noyade ou le pressage des ongles avec des pinces. Ces techniques visent à faire avouer aux jeunes qu'ils sont membres de gangs. Certaines victimes sont incarcérées dans des cellules avec des membres de gangs et subissent des sévices, tant des membres de gangs que des gardes de la réserve.
Selon une enquête récente du journal salvadorien El Faro, la police aurait procédé à des centaines d'arrestations durant le régime d'exception, non pas basées sur les résultats d'enquêtes ou des preuves préliminaires, mais plutôt selon des protocoles fantaisistes, tels que l'apparence pour la police d'un jeune qui semble « nerveux ».
Début juin, l'Organisation des Nations unies demande à l'État salvadorien des explications sur ce qui se passe dans les centres de détention du pays en raison de « la possibilité d'un schéma de détentions arbitraires, ainsi que d'éventuels abus pouvant constituer de la torture ou des traitements cruels, inhumains ou dégradants ». En guise de réponse, le gouvernement publie un rapport qui ne contient aucune reconnaissance d'abus, dissimule des données et qui comporte des ambiguïtés.
Selon l'ONG Socorro, 220 personnes sont mortes en détention en 2022.

## Surpopulation carcérale
Depuis la déclaration du régime d'exception, des milliers de personnes ont été arrêtées, ce qui a entraîné une surpopulation dans les prisons salvadoriennes.

## Centre de confinement du terrorisme
Le 31 janvier 2023, Nayib Bukele présente le Centre de confinement du terrorisme, une prison à sécurité maximale située à Tecoluca, dans le département de San Vicente, d'une superficie de 1,6 km² et pouvant accueillir 40 000 détenus,. Le pénitencier dispose, outre des pavillons pour l'enfermement des détenus, d'un bâtiment pour les gardiens, de salles d'audience, de cellules disciplinaires et d'usines pour les ateliers, le tout étant muni d'accès contrôlés avec scanner corporel complet et scanner pour les colis,,.

## Répercussions à l'étranger
De multiples dirigeants politiques d'Amérique latine se sont revendiqués du « modèle Bukele » et ont promis de le reproduire dans leur pays. C'est notamment le cas de Santiago Peña, le président du Paraguay, ainsi que de Xiomara Castro, la présidente du Honduras. Dans une moindre mesure, Guillermo Lasso, le président de l’Équateur, et son successeur Daniel Noboa, s'en sont également inspirés. Ces pays n'ont, pour l'heure, pas obtenu de résultats notables en matière de lutte contre la criminalité.
Les méthodes autoritaires séduisent également une partie importante des Latino-Américains. Selon l'enquête de Latinobarometro pour 2023, seuls 48 % soutiennent encore la démocratie, et 54 % estiment qu'ils n'auraient aucun problème à ce qu'un gouvernement non démocratique arrive au pouvoir s'il résout les problèmes. Human Rights Watch reproche ainsi au président salvadorien d'avoir « enfermé le pays et la région dans un faux dilemme, comme si les citoyens devaient choisir entre sécurité et droits humains ».